# Horten H XIII
Die Horten H XIII war ein projektiertes überschallschnelles Nurflügel-Versuchsflugzeug der Brüder Horten.

## Geschichte
Entworfen wurde das Flugzeug im Jahre 1944 als Überschallprojekt Horten H X. Das Flugzeug erhielt auf dieser Grundlage einen mit 60° stark gepfeilten Nurflügel. Durch die dadurch entstehende große Flügeltiefe waren die Tragflächen relativ schmal. Nach Berechnungen sollte die H XIII mit 1400 Kilopond Schub die Schallmauer in großer Höhe durchbrechen können.
Gebaut wurde 1944 eine H-XIII-a-Variante als antriebsloses Segelflugzeug, um die stark gepfeilten Flügel zu untersuchen. Genutzt wurden die Tragflächen einer Horten H III, die durch ein neues Mittelstück mit einer darunter hängenden Pilotenkabine ergänzt wurden. Durch diese Kombination ergab sich die Typbezeichnung: H X (Pfeilung) + H III (Flächen) = H XIII. Der in Göttingen am 27. November 1944 im Schlepp einer Hs 126 durchgeführte Erstflug mit Hermann Strebel verlief erfolgreich. Zuvor war am 17. November ein kurzer Schleppversuch mit einem Auto durchgeführt worden, da die Hs 126 zu diesem Zeitpunkt noch nicht verfügbar war. Anschließend wurde die H XIII a zum Hornberg überführt, wo noch etwa 20 weitere Flüge stattfanden. Das Flugzeug wurde im April 1945 zerstört, je nach Quelle entweder durch Flugplatzangehörige oder befreite Zwangsarbeiter.
In der geplanten Überschallvariante H XIII b sollte ein Strahlturbinentriebwerk BMW 003 R mit einem Schub von 1000 Kilopond sowie ein zusätzliches 400 Kilopond Schub leistendes Flüssigkeitsraketentriebwerk BMW 109-718 eingesetzt werden. Die beiden Triebwerke sollten am unteren Flügelmittelteil angebracht werden. Der Pilot sollte in einer deltaförmigen Seitenflosse mit angeschlossenem Seitenruder Platz finden. Vorgesehen war weiterhin ein einziehbares Normalfahrgestell. Der Bau eines Prototyps V1 wurde noch während des Krieges begonnen, konnte jedoch nicht mehr beendet werden. Er sollte zunächst ohne Antrieb und anschließend mit einem Argus As 10C erprobt werden. Für die V2 war dann ein Strahlantrieb geplant.

## Technische Daten
| Kenngröße             | Daten (Horten H XIII a) | Daten (Horten H XIII b)     |
| --------------------- | ----------------------- | --------------------------- |
| Spannweite            | 12,40 m                 | 12,00 m                     |
| Länge                 | 11,28 m                 | 12,00 m                     |
| Höhe                  | 1,90 m                  | 3,10 m                      |
| Flügelfläche          | 40 m²                   | 40 m²                       |
| Pfeilung              | 60°                     | 60°                         |
| Leermasse             | 250 kg                  |                             |
| max. Startmasse       | 330 kg                  | 8.000 kg                    |
| Höchstgeschwindigkeit | 180 km/h                | 1.200 km/h                  |
| Landegeschwindigkeit  | 44 km/h                 |                             |
| Dienstgipfelhöhe      |                         | 15.000 m                    |
| Reichweite            |                         | 2.000 km                    |
| Bewaffnung            | –                       | 4 × MK 108 oder 4 × MK 213C |